# Российская военная колонна под Киевом
В ходе наступления на Киев в первые недели вторжения на Украину из-за ошибок в планировании российская армия столкнулась с логистическими трудностями, олицетворением которых стала 64-километровая колонна военной техники, протянувшаяся от Иванкова до Гостомеля.
Пока передовые части испытывали недостаток боеприпасов, запчастей и продовольствия, машины снабжения стояли в многокилометровых заторах и становились лёгкими целями для ВСУ, а сопровождавшие их военные несли тяжёлые потери на марше. Проблемы с логистикой сыграли большую роль в поражении России на киевском направлении, за которым последовало отступление в начале апреля 2022 года.

## История
В ходе наступления на Киев в первые недели вторжения российские войска заходили на территорию Украины из Беларуси по крупным автодорогам. Большая колонна бронетехники и машин снабжения, направляющаяся к Киеву, была замечена 28 февраля на спутниковых снимках новостного бюро компании Maxar. К началу марта колонна достигла Гостомеля и остановилась. Очередь из сотен танков, грузовиков и другой техники растянулась на 64 километра от Иванкова на восток по автодороге Р-02 до Феневичей, затем на юг по автодороге Т-1019 через Шибеное, после на восток от Нового Залесья через Здвижевку к Гостомелю (и новая техника продолжала прибывать в её конец со стороны Приборска).
В составе колонны двигалась бронетехника, буксируемая артиллерия, около 15 тысяч военнослужащих на грузовиках и машины материально-технического снабжения с продовольствием, боеприпасами, запчастями и другими грузами, нехватку которых передовые части ВС РФ испытывали с первых дней вторжения.
В середине марта небольшие части колонны переместились на новые позиции: артиллерия была замечена возле Лубянки, РСЗО — в Берестянке, прочая техника — в жилом районе Озёр. Однако из-за поломок и атак ВСУ большая часть техники почти не двигалась на протяжении всего наступления на Киев. Из-за этого срывались поставки воды и продовольствия, боеприпасов и топлива, медикаментов и запчастей к передовым отрядам, что подрывало их боеспособность. После провала российского наступления на Киев колонна постепенно «рассосалась». Российские войска пытались менять тактику на киевском направлении, но не имели успеха, и в конца марта Россия отвела силы от украинской столицы и перебросила их на другие направления. К 3 апреля Украина восстановила контроль над всей территорией Киевской области.

## Предпосылки
Фундаментальной причиной логистической катастрофы, которая сопровождала российское наступление на Киев, стала зависимость российской армии от снабжения по железной дороге. Железнодорожная сеть позволяет перемещать военные грузы на большие расстояния, а автомобильный транспорт обеспечивает только «последнюю милю», поэтому его количество меньше, чем в армиях стран НАТО. Доставка топлива и воды передовым частям предполагается по временным трубопроводам, но их организация требует времени и полного контроля над территорией, поэтому на начальном этапе войны эта задача также ложится на автомобильный транспорт.
Российская армия заточена под стратегию «активной обороны» на собственной территории или вблизи неё, но не приспособлена для ведения устойчивого наступления за пределами подконтрольной железнодорожной сети. Анализ, проведённый в ноябре 2021 года на фоне наращивания российской группировки в Беларуси, продемонстрировал бутылочное горлышко российской логистики: без возможности использовать железнодорожную сеть российская армия сможет эффективно продвинуться не более чем на 145 километров, после чего ей потребуется долгая логистическая пауза (в рамках исследования рассматривалось возможное вторжение в Польшу или страны Балтии, но выводы применимы и в контексте вторжения на Украину).

## Причины
Непосредственной причиной коллапса российской логистики на киевском направлении стали грубые ошибки в планировании всего вторжения. Наступление на столицу Украины рассматривалось как стремительная операция, российское руководство рассчитывало одержать победу всего за несколько дней, и проработке логистики не уделили достаточно внимания. Передовые части ВС РФ двигались к Киеву со стандартным запасом топлива, боеприпасов и продовольствия всего на 3—5 дней. Авангард российских сил оказался отрезан от основных сил и снабжения, и первые сообщения о нехватке топлива или запчастей были перехвачены спустя несколько дней. Российские военные были вынуждены бросать заглохшую технику — всего за время операции под Киевом ВСУ захватят более 1300 единиц оставленных танков, бронемашин, грузовиков.
Вероятно, российское командование планировало развернуть логистический узел в аэропорту Антонов и снабжать армию по воздуху, но недооценило готовность украинцев к сопротивлению. Высадка российского десанта провалилась, занять большую часть Гостомеля россияне смогли только к 7 марта, но в ходе длительного противостояния взлётно-посадочная полоса Антонова была слишком сильно повреждена. Планы использовать аэродром как логистический узел объясняют остановку многокилометровой колонны на подходах к Гостомелю: она достигла места назначения, но в отсутствие организованной логистической базы не могла действовать дальше, а офицеры на тактическом уровне не имели свободы в принятии решений и ждали указаний от генералитета.
На отсутствие адекватного масштабу операции логистического планирования указывает то, что спутниковая съёмка не обнаружила вблизи белорусско-украинской границы организованного логистического центра для оперативного снабжения наступающих сил. Расстояние от белорусской границы до Киева составляет 150 километров, которые в нормальных условиях техника преодолела бы за 3—4 часа, но остановившаяся без движения колонна сама по себе стала логистической проблемой. В то время как силы под Киевом не имели необходимого снабжения, колонна потребляла эти ресурсы самостоятельно: продовольствие шло на пропитание солдат, топливо — на обогрев.

## Прочие факторы

### Рельсовая война в Белоруссии
Одним из факторов, подорвавших способность России снабжать армию вторжения по железной дороге, стали диверсии на белорусских железных дорогах. С первых дней войны эти диверсии парализовали движение поездов. За атаками на информационные системы БелЖД и сигнальное оборудование стояли хакеры, лазутчики в силовых структурах и сотрудники железных дорог, симпатизировавшие Украине. Белорусские власти начали расследование диверсий и задержали несколько подозреваемых, но время было потеряно, и перевозка военных грузов на киевском направлении остановилась, сорвав планы наступательной операции.

### Технические неисправности
К регулярным остановкам колонны приводили регулярные поломки техники, которая не использовалась на протяжении длительного времени и не проходила реальную проверку перед вторжением (поскольку о планах высшего российского руководства не было известно). Одна из проблем была связана с шинами: комментаторы в международных СМИ отмечали, что российская армия, вероятно, закупала некачественные китайские шины и не выполняла рекомендации по их хранению, из-за чего те не выдерживали эксплуатации в дороге. Ремонт сломанной техники также требовал времени для подвоза запчастей и задерживал движение колонны.

### Украинское сопротивление
В первые дни войны ВСУ пожертвовали территорией и позволили российскому авангарду продвинуться к Киеву, после чего сосредоточились на ударах по линиям снабжения — колонне, которая растянулась на десятки километров. Украинские военные и силы территориальной обороны эффективно использовали БПЛА для разведки, Javelin и NLAW для поражения ведущих машин отдельных групп техники и лёгкую артиллерию для уничтожения остановившейся техники. Небольшие группы диверсантов при поддержке местных жителей проводили операции в глубоком тылу — взрывали мосты, уничтожали машины снабжения. Военные аналитики отмечали, что неопределённость и регулярные атаки ВСУ подрывали боевой дух и дисциплину российских солдат, двигавшихся (или остановившихся) в колонне.
Россия не смогла добиться господства в воздухе и использовать авиацию для защиты колонны, а распутица не позволяла наземной технике действовать в отдалении от дорог. Российские войска несли тяжёлые потери, просто находясь на марше, а снайперы устраняли отдельных высокопоставленных офицеров. Например, 28 февраля был убит генерал-майор Андрей Суховецкий, заместитель главы объединённых сил Центрального военного округа.

## Статьи
- Robert Burns. Russia's Failure to Take Down Kyiv Was a Defeat for the Ages. Associated Press (7 апреля 2022).
- Ben Hodges. Putin's invasion is a logistical nightmare. The Telegraph (9 марта 2022).
- Lolita C. Baldor, Robert Burns. EXPLAINER: Is stuck convoy in Ukraine a setback for Russia? Associated Press (4 марта 2022).
- Michael Schwirtz, Anton Troianovski, Yousur Al-Hlou, Masha Froliak, Adam Entous, Thomas Gibbons-Neff. How Putin's War in Ukraine Became a Catastrophe for Russia. The New York Times (16 декабря 2022).